# Chiesa di San Bartolomeo (Capriana)

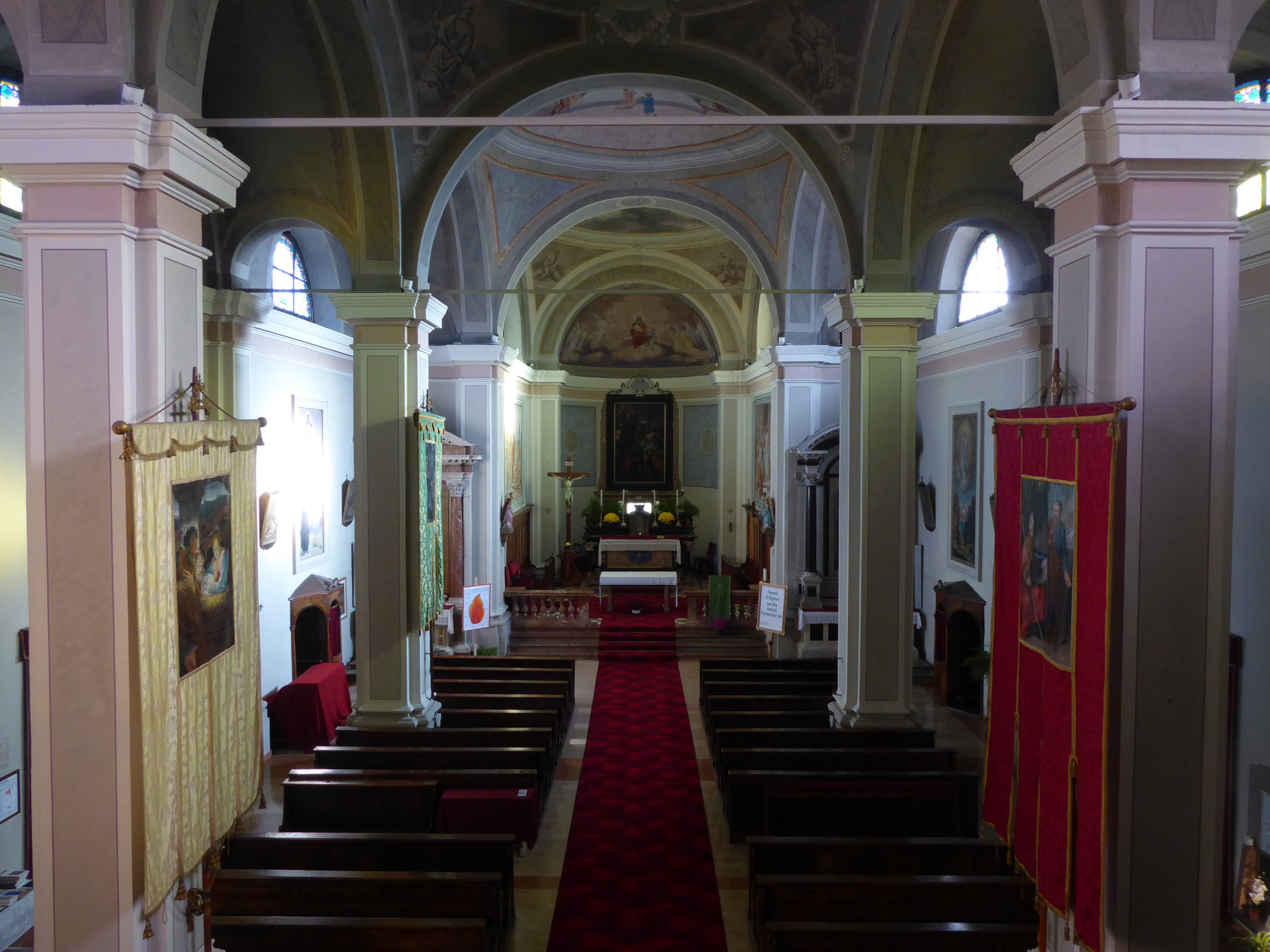
Interno

La chiesa di San Bartolomeo è la parrocchiale di Capriana in Trentino. Appartiene alla zona pastorale di Fiemme e Fassa dell'arcidiocesi di Trento e risale al XIX secolo. Conserva opere di Metodio Ottolini.

## Storia
All'inizio del XIII secolo a Capriana fu costruita una chiesa dedicata ai Santi Lazzaro ed Erardo, consacrata il 24 agosto 1216. Il 5 aprile del 1580 la chiesa venne elevata a dignità curaziale, dipendente dalla pieve di Cavalese. L'edificio fu danneggiato da un primo incendio nel 1758 e distrutto da un secondo il 3 agosto 1861.
L'edificio moderno venne costruito tra il 1866 ed il 1867 e nello stesso periodo si sopraelevò il campanile. La chiesa fu benedetta il 18 novembre 1869 e consacrata il 23 agosto 1875 dal vescovo ausiliare di Trento Giovanni Haller. Nel 1928 furono eseguiti da Metodio Ottolini gli affreschi della navata, dell'abside e del presbiterio. Il 1º gennaio 1937 la chiesa venne eretta a parrocchiale. L'edificio fu poi completamente restaurato tra il 2006 ed 2010.
La chiesa ospita le spoglie mortali della mistica e serva di Dio Maria Domenica Lazzeri, morta nel 1848.

## Descrizione
La chiesa è a sala, con tre navate. Sulla cantoria in controfacciata si trova l'organo a canne Mascioni opus 611, costruito nel 1946, dotato di 9 registri su due manuali e pedale.